# Speak Now (Lied)
Speak Now ist der Titelsong des Films One Night in Miami von Regina King. Er wurde von Leslie Odom Jr. und Sam Ashworth geschrieben und wird im Film von Odom, der Sam Cooke verkörpert, auch gesungen. Speak Now wurde am 4. Januar 2021 bei YouTube veröffentlicht und ist auch auf dem Soundtrack-Album zum Film enthalten, das am 15. Januar 2021 erschien.

## Entstehung

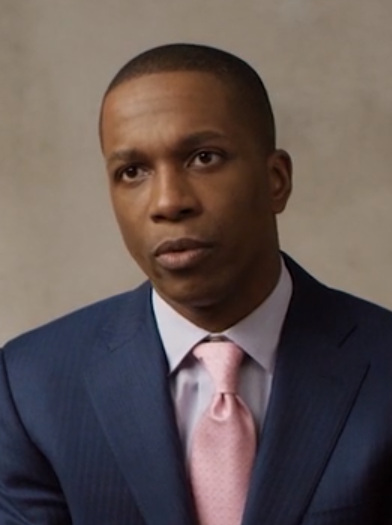
Leslie Odom Jr.

Speak Now wurde von Leslie Odom Jr. und Sam Ashworth für den Film One Night in Miami geschrieben, in dem Odom den Singer-Songwriter Sam Cooke spielt, einen der „Väter“ des Soul. Es ist im Abspann des Films zu hören. Odom, der durch die Rolle des Aaron Burr im Broadway-Musical Hamilton bekannt und hierfür bei den Tony- und den Grammy Awards ausgezeichnet wurde, sagte: „Sam Cooke zu spielen war ein paar große Schuhe, die man füllen musste. Es war eine Herausforderung und eine Ehre. Ich habe solchen Respekt, Bewunderung und Ehrfurcht vor seinem Talent und dem, was er erreichen konnte.“
Odom erklärte, in dem Song gehe es darum, dass Zeit kostbar ist und man daher jetzt, in diesem Moment, sprechen sollte. Man solle alles nutzen, was einem im Leben gegeben wird, etwas zu verändern. Die Pop-Ballade ist damit auch ein politisches Lied. Speak Now sei unweigerlich von A Change Is Gonna Come beeinflusst, so Odom, ein Lied von Cooke, das er im Film ebenfalls singt. Der Song diente nach seiner Veröffentlichung im Jahr 1964 als Bürgerrechtshymne und gewann im Jahr 2020 inmitten der Proteste der Black-Lives-Matter-Bewegung wieder an Bedeutung.

## Veröffentlichung
Mit Speak Now war der finale Trailer zum Film unterlegt, der Anfang Januar 2021 vorgestellt wurde. Am 4. Januar 2021 wurde der Song bei YouTube veröffentlicht. Gleichzeitig veröffentlichte ABKCO ein Lyric-Video, in dem das Miami Hampton House Motel als Motiv verwendet wird, in dem ein Großteil von One Night In Miami spielt. Das Soundtrack-Album, auf dem Speak Now als letzter Titel enthalten ist, wurde am 15. Januar 2021 veröffentlicht. Am gleichen Tag wurde auch der Film One Night in Miami in das Programm von Amazon Prime Video aufgenommen.

## Auszeichnungen
Black Reel Awards 2021
- Auszeichnung als Bester Song[10]

Critics’ Choice Movie Awards 2021
- Nominierung als Bester Filmsong

Golden Globe Awards 2021
- Nominierung als Bester Filmsong[11]

Grammy Awards 2022
- Nominierung als Best Song Written for Visual Media (Sam Ashworth und Leslie Odom Jr.)[12]

Hollywood Music in Media Awards 2021
- Nominierung als Bester Song (Sam Ashworth und Leslie Odom Jr.)[13]

Houston Film Critics Society Awards 2021
- Nominierung als Bester Song[14]

Music City Film Critics’ Association Awards 2021
- Auszeichnung als Bester Song (Sam Ashworth und Leslie Odom Jr.)[15]

Oscarverleihung 2021
- Nominierung als Bester Song (Leslie Odom, Jr. und Sam Ashworth)